# Протокол узгодження ключів
Протокол узгоджнення ключів (англ. key agreement) — різновид обміну ключами, коли дві або більше сторони виконують певні кроки аби потім спільно користуватись отриманим таємним значенням. Головна особливість протоколу узгодження ключів полягає в тому, що кожна сторона робить однаковий внесок в обчислення спільного ключа (на відміну від протоколів обміну або поширення ключа).
Першим та найвідомішим протоколом узгодження ключа став алгоритм Діффі-Геллмана, запропонований Вітфілдом Діффі та Мартіном Геллманом в 1976 році в праці «New Directions in Cryptography». В цій праці були закладені підвалини криптографії з відкритим ключем та на прикладі протоколу узгодження ключа показана її практична користь.
Протокол Діффі-Геллмана дозволяє двом сторонам обчислити спільний таємний ключ на основі власних таємних ключів та відкритих ключів один одного. Але третя сторона, якій відомі лише відкриті ключі, не зможе обчислити спільний таємний ключ цих двох.
Відтоді було створено численні модифікації протоколу. Були створені варіанти для узгодження ключів не лише між двома сторонами, але й більшою кількістю учасників. Оскільки протокол Діффі-Геллмана залежить від нерозв'язності задачі про дискретний логарифм, він може бути визначений для тих циклічних груп, де ця задача залишається важкою для розв'язання.